# Aleurolobus delamarei
Aleurolobus delamarei là một loài côn trùng cánh nửa trong họ Aleyrodidae, phân họ Aleyrodinae.
Aleurolobus delamarei được Cohic miêu tả khoa học đầu tiên năm 1969.